# Telosphrantis aethiopica
Telosphrantis aethiopica är en fjärilsart som beskrevs av Edward Meyrick 1932. Telosphrantis aethiopica ingår i släktet Telosphrantis och familjen gnidmalar. Inga underarter finns listade i Catalogue of Life.